# James Horner
James Roy Horner (Los Angeles, 14 de agosto de 1953 – Floresta Nacional Los Padres, 22 de junho de 2015) foi um músico estadunidense, dedicado principalmente a compor trilhas sonoras de filmes.
Conhecido pela integração entre elementos de corais e eletrônicos, e pelo uso frequente de elementos musicais celtas, Horner compôs diversas trilhas sonoras de destaque em Hollywood como as dos filmes Campo dos Sonhos (1989), Coração Valente (1995), Apollo 13 (1995), Uma Mente Brilhante (2001) e Tróia (2004). Ainda no início da carreira, ele foi o responsável pelas trilhas de dois filmes da franquia Star Trek. 
Seu trabalho para o filme Titanic, de 1997, contribuiu para que o álbum de trilha sonora do filme esteja entre os mais vendidos de todos os tempos. Além dos dois prêmios por Titanic, o compositor foi indicado outras oito vezes ao Oscar.

## Biografia
James Horner nasceu em Los Angeles, Califórnia, em 14 de agosto de 1953, em uma família de imigrantes judeus. Seu pai, Harry Horner, era diretor de arte, e sua mãe, Joan Ruth, veio de uma família do Canadá. Além de James, tiveram Christopher Horner, nascido em 1955, um profissional de cenografia.
Estudou no Royal College of Music, em Londres, com György Ligeti, e mais tarde formou-se em música na Universidade do Sul da Califórnia.
Na década de 1970, realizou vários trabalhos para o American Film Institute, além de ter lecionado um curso de teoria musical em UCLA.
Iniciou na composição cinematográfica com obras menores, mas assim foi criando certa fama. Nos anos 80 e princípio dos 90 se converte em um dos pilares da música cinematográfica.
Foi nomeado ao Oscar em 7 ocasiões: Aliens (br: Aliens, o Resgate), de 1986, Field of Dreams (br: Campos de Sonhos), de 1989, Braveheart (br: Coração Valente), de 1995, Apollo 13, de 1995, Titanic, de 1997, A Beautiful Mind (br: Uma Mente Brilhante), de 2001, e House of Sand and Fog, de 2003; vencendo dois por Titanic e Avatar, que foi indicado ao Oscar 2010 de melhor trilha sonora original.
Horner também trabalhou com a colaboração de cineastas como Don Bluth, Walter Hill, Nicholas Meyer, Phil Alden Robinson, Ron Howard, James Cameron e Mel Gibson.
Vivendo nas colinas próximas a Los Angeles, Horner preferia o isolamento para compor em paz. Ele acreditava que viver no campo, rodeado de natureza, o ajudava a sentir-se distante do agito da cidade.

## Morte
Em 22 de junho de 2015, James Horner faleceu em um acidente aéreo quando seu avião turboélice, um Embraer EMB-312 Tucano, com número de registro N206PZ, caiu na Floresta Nacional de Los Padres, na, Califórnia. Ele era o único ocupante da aeronave, que decolou após reabastecer em Camarillo. Horner deixou sua esposa, Sara Elizabeth Horner, e duas filhas.
A investigação conduzida pela National Transportation Safety Board (NTSB) revelou que a principal causa do desastre foi a incapacidade de Horner de manter a distância adequada do terreno durante o voo em baixa altitude. Testemunhas relataram que o avião voou em baixas altitudes, realizando manobras arriscadas em áreas montanhosas. Além disso, a NTSB apontou o uso de medicamentos prescritos por Horner. Testes toxicológicos identificaram a presença de butalbital (barbitúrico), codeína, e etanol no organismo de Horner, embora seja possível que o etanol tenha sido produzido por atividade microbiana após sua morte.
Após a morte de James Horner, vários colegas e colaboradores ao redor do mundo prestaram suas homenagens ao compositor, incluindo Hans Zimmer, John Williams, Alan Menken, e os diretores Ron Howard, e James Cameron. Cameron, que estava trabalhando com Horner na franquia Avatar, expressou sua tristeza pela perda, mencionando que ainda tinham muito trabalho musical a fazer juntos.
Além dos colegas, várias celebridades como Russell Crowe, Diane Warren, e Celine Dion enviaram suas condolências. Celine Dion, que gravou os vocais de "My Heart Will Go On", uma das mais populares e reconhecidas de Horner, dedicou palavras especiais em memória do amigo e do impacto que ele teve em sua carreira. Além disso, Leona Lewis, que interpretou "I See You" para o filme Avatar, também expressou a importância de seu trabalho com Horner.
Os últimos trabalhos que Horner compôs, foram para os filmes Southpaw, The 33, e Hacksaw Ridge, que após o lançamento, foram dedicados à sua memória. Além disso, o filme Avatar: The Way of Water, no qual Horner iria trabalhar, também fez uma dedicatória ao músico, assim como em memória do ator e cineasta Bill Paxton, falecido em 2017, que também colaborou com Horner e Cameron em Aliens, e Titanic.
Em julho de 2015, um mês após a morte de James Horner, descobriu-se que ele também havia composto em segredo, possivelmente como uma surpresa, a trilha sonora para o remake de 2016, The Magnificent Seven, que na época ainda não havia sido filmado.

## Filmografia
- 1979 - Up from the depths
- 1979 - The lady in red
- 1980 - Battle Beyond the Stars
- 1980 - Humanoids from the deep (Os Humanóides das Profundezas)
- 1981 - Deadly Blessing
- 1981 - The Hand
- 1981 - Wolfen
- 1981 - The Pursuit of D.B. Cooper
- 1982 - Star Trek II: The Wrath of Khan (Star Trek: A Ira de Khan)
- 1983 - 48 Hrs. (48 Horas)
- 1983 - The Dresser
- 1983 - Krull (Krull)
- 1983 - Brainstorm
- 1983 - Uncommon Valor
- 1983 - Testament
- 1983 - Something Wicked This Way Comes
- 1983 - Gorky Park
- 1984 - Star Trek III: The Search for Spock (Star Trek III: A Aventura Continua)
- 1985 - Cocoon (Cocoon)
- 1985 - Volunteers
- 1985 - The Journey of Natty Gann
- 1985 - Commando (Comando)
- 1986 - Der Name der Rose (O Nome da Rosa)
- 1986 - Off Beat
- 1986 - Aliens (Aliens: O Reencontro final)
- 1986 - Where the River Runs Black
- 1986 - An American Tail (Fievel, Um Conto Americano)
- 1987 - Batteries not included
- 1987 - Project X
- 1988 - The Land Before Time (Em Busca do Vale Encantado)
- 1988 - Cocoon: The Return (Cocoon 2)
- 1988 - Red Heat (Inferno Vermelho)
- 1988 - Vibes
- 1988 - Willow
- 1989 - In Country (Fantasmas da Guerra)
- 1989 - Dad
- 1989 - Field of Dreams (Campo de Sonhos)
- 1989 - Glory (Tempo de Glória)
- 1989 - Honey, I Shrunk the Kids (no Brasil: Querida, Encolhi as Crianças, em Portugal: Querida, Encolhi os Miúdos)
- 1990 - I Love You to Death
- 1990 - Another 48 Hours (Outras 48 Horas)
- 1991 - An American Tail: Fievel Goes West (Um Conto Americano 2: Fievel no Faroeste)
- 1991 - Once Around
- 1991 - The Rocketeer (As Aventuras de Rocketeer)
- 1991 - Class Action (A Lei do Poder)
- 1992 - Thunderheart
- 1992 - Sneakers
- 1992 - Unlawful Entry (Obsessão Selvagem)
- 1992 - Patriot Games
- 1993 - Bopha!
- 1993 - House of Cards
- 1993 - Jack the Bear
- 1993 - The Man Without a Face (Um Homem Sem Rosto)
- 1993 - Once Upon a Forest
- 1993 - Searching for Bobby Fischer
- 1993 - Swing Kids
- 1993 - The Nutcracker (O Príncipe Quebra-Nozes)
- 1993 - We're Back! A Dinosaur's Story
- 1993 - The Pelican Brief (O Dossiê Pelicano)
- 1993 - A Far Off Place
- 1994 - Legends of the Fall (Lendas da Paixão)
- 1994 - The Pagemaster
- 1994 - Clear and Present Danger (Perigo Imediato)
- 1995 - Jade
- 1995 - Balto
- 1995 - Jumanji
- 1995 - Apollo 13
- 1995 - Casper
- 1995 - Braveheart (título no Brasil: Coração Valente, em Portugal: Braveheart, o Desafio do Guerreiro), trilha sonora
- 1996 - Ransom (Resgate)
- 1996 - To Gillian on Her 37th Birthday
- 1996 - Courage Under Fire
- 1996 - The Spitfire Grill
- 1997 - Titanic (Titanic)
- 1997 - The Devil's Own
- 1998 - Mighty Joe Young (O Incrível Joe Young)
- 1998 - The Mask of Zorro (A Máscara de Zorro)
- 1998 - Deep Impact (Impacto Profundo)
- 1999 - Bicentennial Man (O Homem Bicentenário)
- 2000 - How the Grinch Stole Christmas
- 2000 - The Perfect Storm (A Tempestade Perfeita)
- 2001 - Iris
- 2001 - A Beautiful Mind (Uma Mente Brilhante)
- 2001 - Enemy at the Gates (Inimigo às Portas)
- 2002 - The Four Feathers
- 2002 - Windtalkers (Códigos de Guerra)
- 2003 - House of Sand and Fog
- 2003 - The Missing (Desaparecidas)
- 2003 - Beyond Borders (Amor Sem Fronteiras)
- 2003 - Radio
- 2004 - The Forgotten
- 2004 - Troy (Tróia)
- 2004 - Bobby Jones: Stroke of Genius
- 2005 - The Chumscrubber
- 2005 - Flightplan (Pânico a Bordo)
- 2005 - The Legend of Zorro (A Lenda de Zorro)
- 2005 - The New World (O Novo Mundo)
- 2006 - Apocalypto
- 2006 - All the King's Men (A Corrupção do Poder)
- 2007 - The Life Before Her Eyes
- 2008 - The Boy in the Striped Pyjamas (O Rapaz do Pijama às Riscas)
- 2008 - The Spiderwick Chronicles (As Crónicas de Spiderwick)
- 2009 - Avatar
- 2010 - Karate Kid (Karate Kid)
- 2012 - The Amazing Spider-Man (O Espetacular Homem-Aranha)
- 2015 - Southpaw (Nocaute)
- 2015 - The 33 (Os 33)
- 2016 -  The Magnificent Seven (no Brasil: Sete Homens e um Destino, em Portugal: Os Sete Magníficos)

## Prêmios e indicações
| Óscar - 1987: "Somewhere Out There" (de: An American Tail) - 1987: Aliens - 1990: Field of Dreams - 1996: Braveheart - 1996: Apollo 13 - 1998: Titanic - Vencedor - 1998: "My Heart Will Go On" - Vencedor (de Titanic) - 2002: A Beautiful Mind - 2004: House Of Sand And Fog - 2010: Avatar | Golden Globe - 1987: "Somewhere Out There" (de: An American Tail) - 1990: Glory - 1992: "Dreams To Dream" (de: An American Tail: Fievel Goes West) - 1995: Legends of the Fall - 1996: Braveheart - 1998: Titanic - Vencedor - 1998: "My Heart Will Go On" - Vencedor (de: Titanic) - 2002: A Beautiful Mind - 2010: Avatar |

| Grammy - 1988: "Somewhere Out There" - Vencedor (de: An American Tail) - 1988: An American Tail - 1990: Field of Dreams - 1991: Glory (Vencedor) - 1996: "Whatever You Imagine" (de: The Pagemaster) - 1999: "My Heart Will Go On" - Vencedor (de: Titanic) - 2003: "It Is You I Have Loved" - Vencedor (de: Shrek) - 2003: A Beautiful Mind | Satellite Awards - 1998: Titanic - Vencedor - 1998: "My Heart Will Go On" - Vencedor (de: Titanic) - 2002: "All Love Can Be" - Vencedor (de: A Beautiful Mind) - 2002: A Beautiful Mind - 2004: The Missing |